# فندق شيراتون المركزي في مونتريال
فندق شيراتون المركزي في مونتريال هو فندق في مونتريال، كيبيك، كندا. يقع في وسط مدينة مونتريال، بين شارع ستانلي وشارع دراموند. يحتوي الفندق على 825 غرفة ويبلغ 118 متر (387 قدم) طويل القامة مع 38 طابقا. تم بناؤه بواسطة Le Group Arcorp وتم الانتهاء منه في عام 1982.

## روابط خارجية
- الموقع الرسمي